# Volkerode
Volkerode település Németországban, azon belül Türingiában. Lakosainak száma 227 fő (2023. december 31.).

## Népesség
A település népességének változása:
| Lakosok száma | 222  | 234  | 237  | 232  | 227  |
|               | 2017 | 2019 | 2021 | 2022 | 2023 |